# Suguru Itō
Suguru Itō (jap. 伊藤 卓 Itō Suguru; ur. 7 września 1975) – japoński piłkarz.

## Kariera klubowa
Od 1996 do 2001 roku występował w klubach Nagoya Grampus Eight, Kyoto Purple Sanga, Vegalta Sendai i Shonan Bellmare.

## Kariera reprezentacyjna
W 1995 roku Suguru Itō zagrał na Mistrzostwach Świata U-20.